# خاک‌خواری

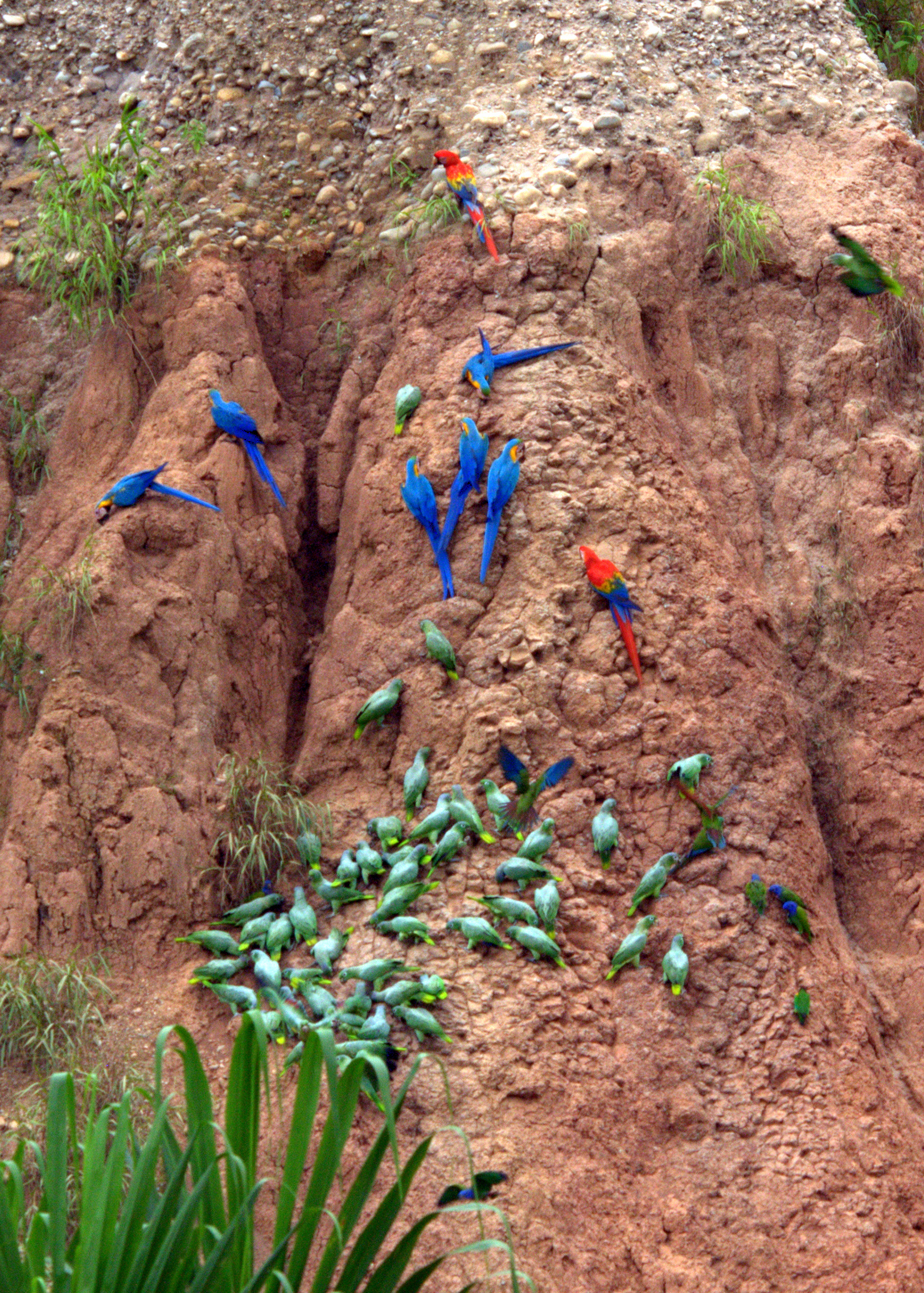
طوطی‌ها در حال خوردن خاک

خاک‌خواری    (به لاتین: Geophagia) عمل عمدی خوردن زمین یا خاک - موادی مانند خاک رس، گچ یا تپه موریانه است. این بیماری در بسیاری از جانوران غیرانسانی وجود دارد و در بیش از ۱۰۰ گونه از پستانداران ثبت شده‌است. خاک‌خواری در انسان نیز رخ می‌دهد و بیشتر در میان کودکان و زنان باردار گزارش می‌شود.

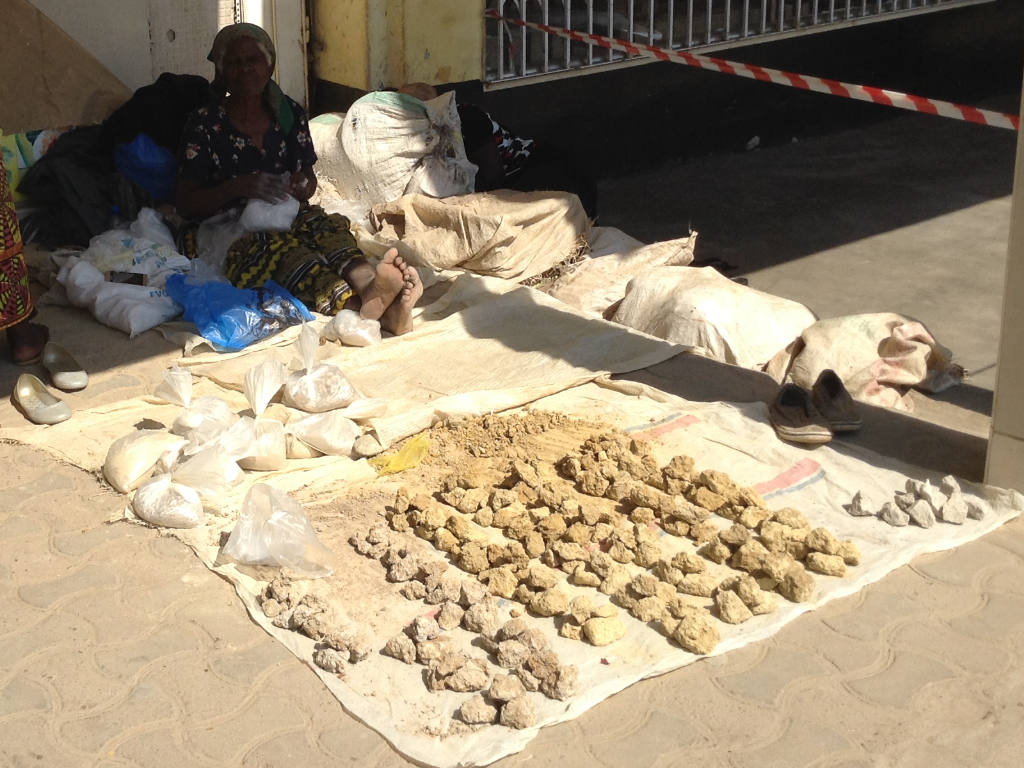
چندین توده مختلف از مواد رس‌مانند که در یک بازار محلی در Kabwe، زامبیا به فروش می‌رسد. اینها معمولاً توسط زنان باردار خریداری و مصرف می‌شوند.

خاک‌خواری انسانی شکلی از هرزه‌خواری (پیکا) است - ولع مصرف و مصرف هدفمند مواد غیرغذایی - و اگر از نظر اجتماعی یا فرهنگی مناسب نباشد، در راهنمای تشخیصی و آماری اختلالات روانی (DSM) به عنوان یک اختلال خوردن طبقه‌بندی می‌شود. اگرچه علت آن ناشناخته باقی مانده‌است، خاک‌خواری دارای مزایای بالقوه سازگاری سلامت و همچنین پیامدهای منفی است.